# Les Quatre Saisons (Arcimboldo)
Les Quatre Saisons (en italien, Quattro Stagioni) est une série de tableaux peints par Giuseppe Arcimboldo en 1563, en 1569, en 1572 et en 1573, offerts à Maximilien II de Habsbourg, accompagnés des Quatre Éléments (peints en 1566). 

## Histoire
Giuseppe Arcimboldo devient peintre de cour en 1562 sous l'héritier du trône et futur empereur du Saint-Empire Maximilien II, pour qui il compose deux cycles de tableaux, Les Quatre Saisons et Les Quatre Éléments. Giuseppe Arcimboldo offre l'ensemble à Maximilien II en 1569. Chaque tableau présente un portrait de profil composé de fruits, légumes et plantes en rapport avec la saison concernée. L'ensemble était accompagné d'un poème de Giovanni Battista Fonteo (1546-1580) expliquant leur signification allégorique.
Ses tableaux sont une glorification de la Maison de Habsbourg, non sans ironie, car sous ces portraits phytomorphes, émerge l’influence de la caricature italienne, genre cher à Léonard de Vinci. La variété des origines des végétaux représentés témoigne de l'immensité des territoires de la maison impériale et l’utilisation allégorique des saisons sert probablement à signifier la permanence du Saint-Empire romain germanique.
De la version originale subsistent L'Hiver et L'Été, conservé au musée d'Histoire de l'art de Vienne. Le musée du Louvre possède un ensemble complet des copies réalisées par le peintre pour Maximilien et destiné à l'électeur Auguste Ier de Saxe qui se caractérise par un encadrement floral qui n’existe pas sur la version originale. Les deux autres tableaux ont longtemps été considérés comme perdus. Cependant, Le Printemps appartenant à un ensemble copié pour Philippe II d'Espagne qui est maintenant à la Académie royale des Beaux-Arts Saint-Ferdinand à Madrid, est considéré comme appartenant à cette première série. Gregorio Comanini raconte aussi dans son Figino (1591) qu’Arcimboldo lui offrit un tableau rassemblant les Quatre Saisons.

## Description

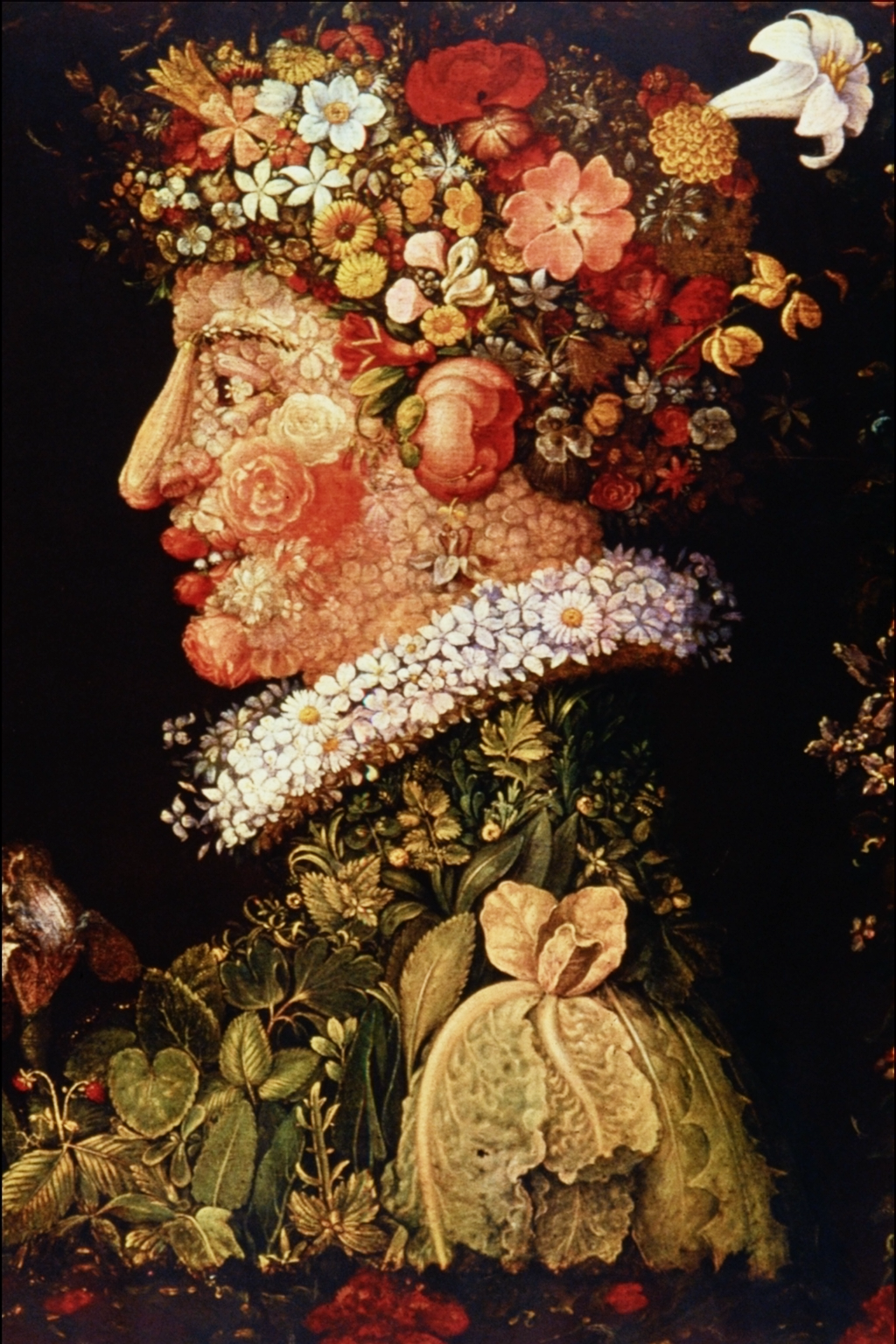
Le Printemps, 1563, Académie royale des Beaux-Arts Saint-Ferdinand.

Constitués de profils, L’Hiver regarde ainsi Le Printemps  et L’Automne, L'Été.

### Le Printemps
Le Printemps est représenté par l'image d'une femme composée d'une grande variété de plantes, 79 espèces différentes identifiées, la tête tournée vers la gauche. La silhouette entière est composée de fleurs, la peau du visage et des lèvres sont des pétales et des bourgeons de rose, les cheveux sont un bouquet coloré et luxuriant, les yeux sont des baies de belladone, les dents de muguet, l'oreille de pivoine. Un collier de marguerites orne le cou, tandis que le corps est recouvert de feuilles de diverses plantes selon les goûts de la cour des Habsbourg.
La structure allégorique du tableau a été longuement étudiée, certains détails ressortent de l'analyse : on note une prépondérance de l'iris d'Allemagne sur la poitrine de la femme, tandis que la boucle d'oreille est formée par une ancolie ; avec le lys qui se détache sur la tête tel une plume, ce sont des fleurs qui ont une valeur symbolique très évidente, surtout dans une iconographie éloignée de celle italienne.
Arcimboldo ne fait pas attention aux proportions dans sa composition, et les espèces ne fleurissent pas toutes en même temps. Comme pour les autres  « teste composte » (« têtes composites »), il a du faire des études préliminaires d'après nature et non pas utiliser l'œuvre d'un autre artiste, qu'il a ensuite utilisées, mais aucune preuve directe ne le confirme car aucun dessin de celles-ci n'a été retrouvé. 

### L'Été

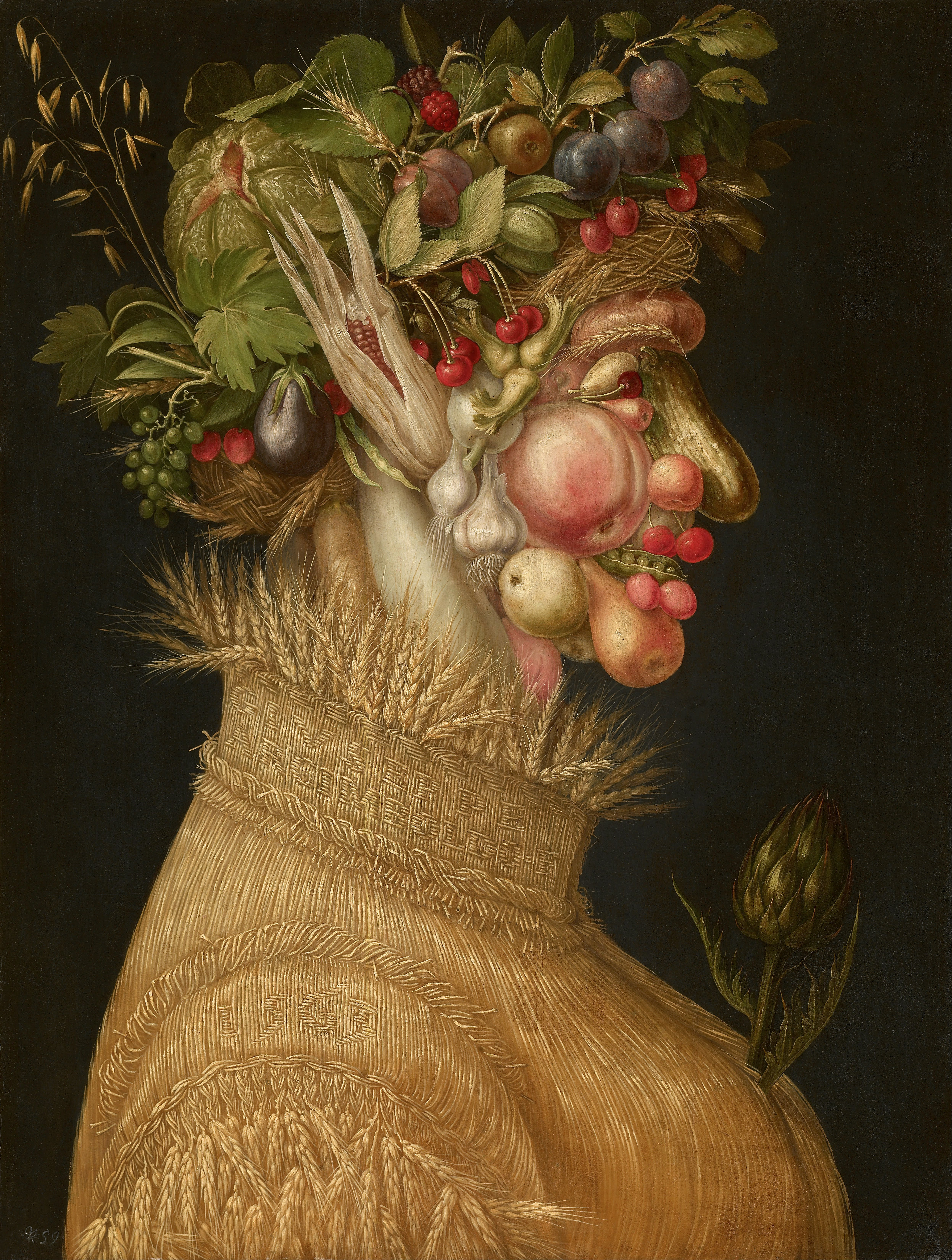
L'Été.

Dans la version originale, comme dans celle du Louvre, c'est le seul des tableaux à porter la signature d'Arcimboldo, même si la paternité de l'auteur n'est pas mise en doute pour les trois autres. 
L'Été est également représenté par une femme qui, contrairement au Printemps, est tournée vers la droite et est composée non pas de fleurs, mais de fruits et de légumes, créant donc une division par paires des tableaux. Les joues et le cou sont constitués d'une pêche, d'un coing, d'ail, d'un oignon nouveau blanc, d'un navet jaune et d'une aubergine blanche. Les lèvres sont faites de cerises, la rangée de dents est représentée par une cosse de pois ouverte. Le nez est un jeune concombre, le menton une poire. L'œil est une cerise aigre scintillante entre deux petites paupières en forme de poire. Le front est constitué d'oignons bruns. Les tempes représentent trois noisettes dans leur coque. L'oreille est un épi de maïs, une nouveauté rare à l'époque, faisant référence aux colonies américaines d'Espagne.
La coiffe est un chapeau composé de fruits et légumes posés sur un lit de feuillage, un épi d'avoine fait office de plume de chapeau. Des cerises, des aubergines violettes, des raisins, des prunes, un melon, des framboises et des mûres, et peut-être un néflier, sont aussi visibles. Le vêtement est une tresse de paille, la collerette est en épis.
Sur l'exemplaire du Louvre, l'inscription « GIUSEPPE ARCIMBOLDO F » (F pour FECIT) figure sur le col et l'année « 1563 » sur l'épaule. Un artichaut décore sa poitrine.

### L'Automne

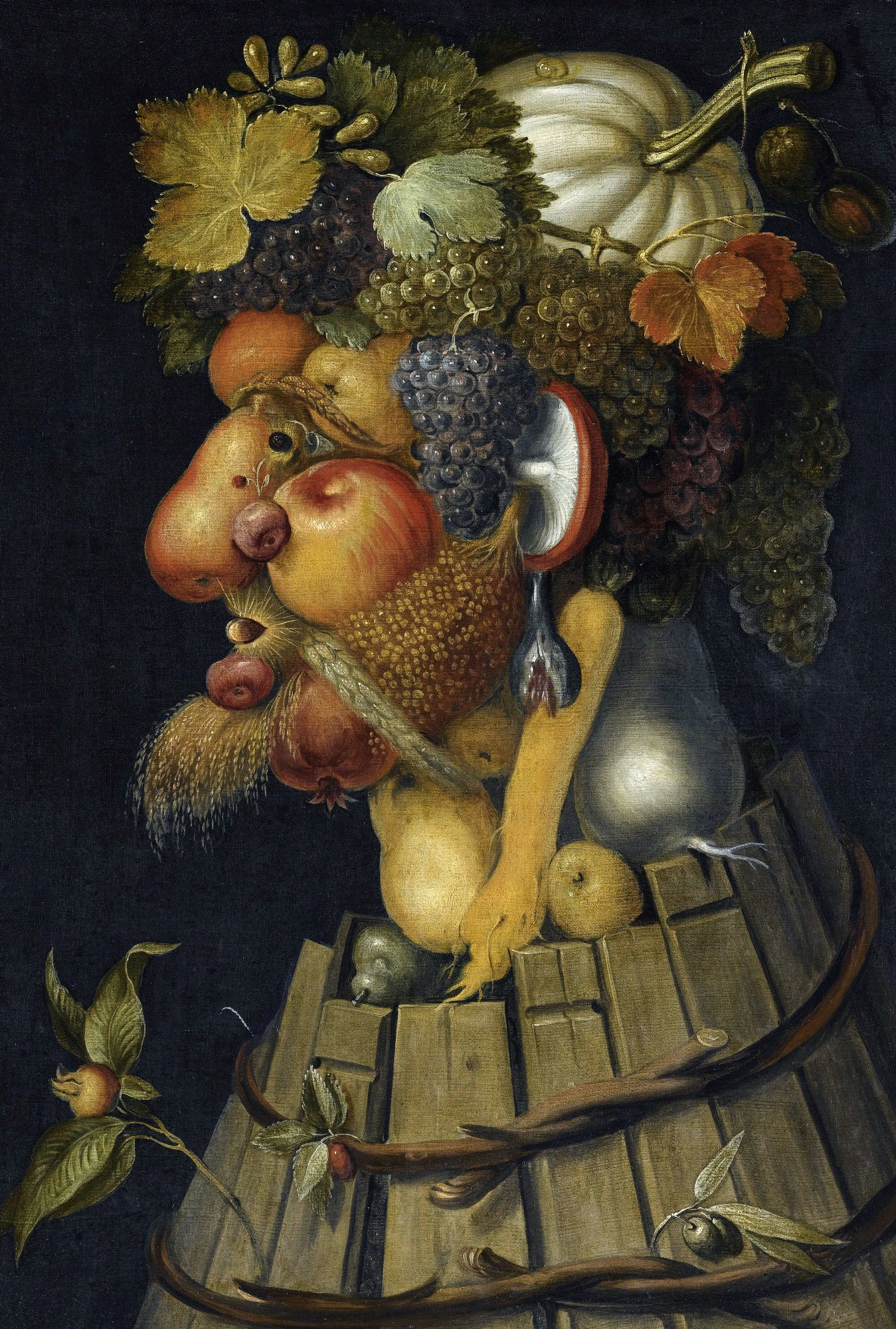
L'Automne, détail.

L'Automne est représenté par un homme hargneux aux traits rugueux regardant vers la gauche. Son visage est fait de pommes et de poires, visibles notamment sur la joue et dans le nez : son menton est une grenade, tandis que l'oreille est un champignon, avec une boucle d'oreille en forme de figue. Les lèvres et la bouche sont formées par l'écorce de châtaignes. Une poire forme le nez, le chaume de barbe est constitué de mousse. Les branches et le lierre forment les cheveux, les lèvres sont deux éponges d'arbres. L'œil est représenté par une fissure dans l'écorce. Une petite branche sort de sa poitrine, à laquelle sont accrochées deux brindilles, chacune avec un citron et deux feuilles. Le cou, composé de deux poires et de quelques végétaux, émerge d'une cuve en partie détruite, dont les lattes de bois sont liées entre elles par des branches de saule. La chevelure est composée exclusivement de raisins et de vignes, sur lesquelles une calebasse pédonculée est posée en bonnet, pendant du lys du printemps. Le torse est constitué de planches de tonneau et porte une églantine en guise de médaille.

### L'Hiver

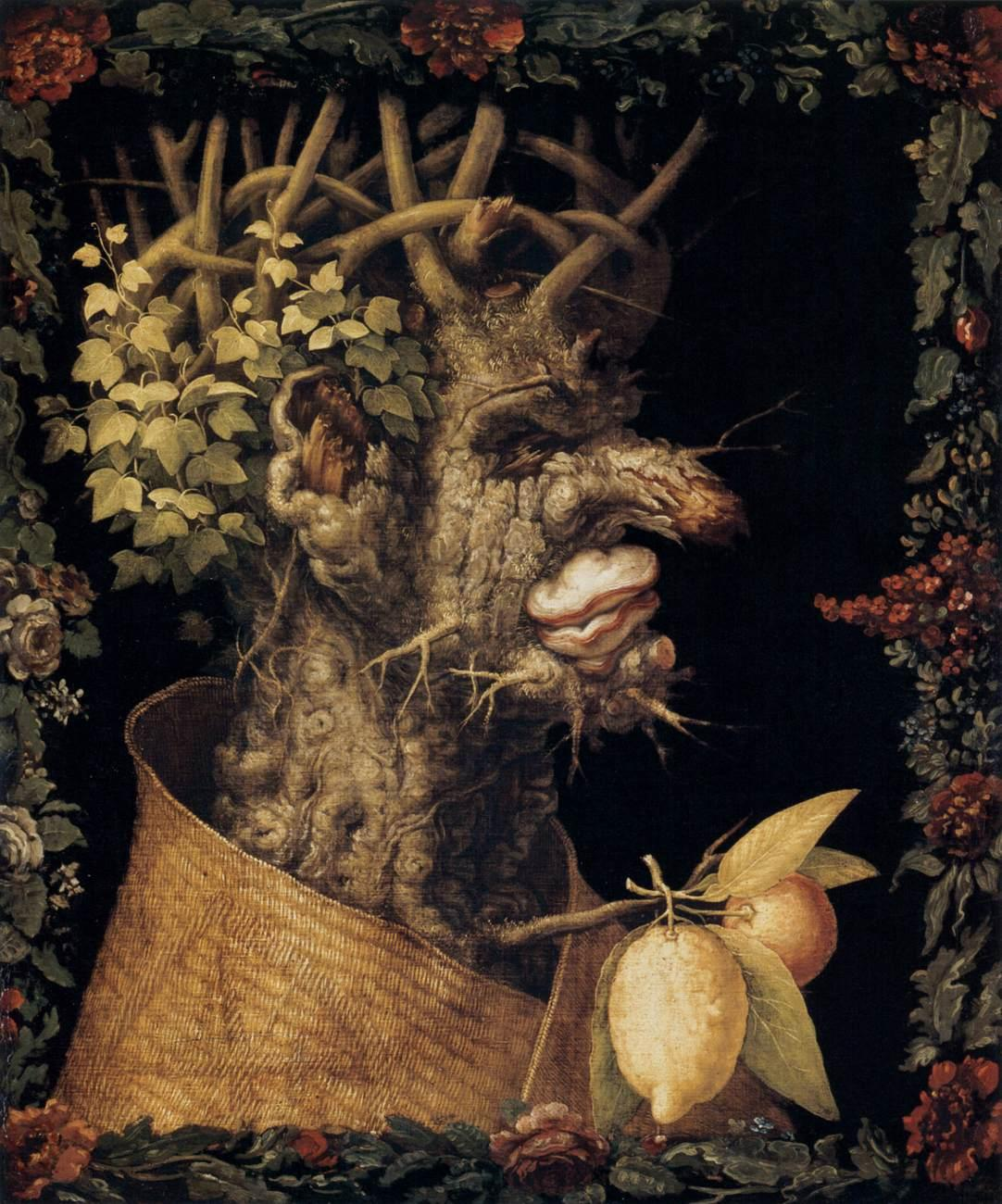
L'hiver

L'Hiver est représenté comme un vieil homme, dont la peau est un tronc noueux, les abrasions et les gonflements du bois représentant les rides de la peau dues à la vieillesse. La barbe, fine et mal soignée, est composée de petites branches et de racines, le chaume de barbe est constitué de mousse, la bouche de deux champignons. L'œil est représenté par une fissure dans l'écorce et l'oreille ce qui reste d'une branche cassée ; les lèvres sont deux éponges d'arbres ; sa chevelure est un enchevêtrement de branchages et de lierre, accompagné sur le dos d'une série de petites feuilles. Sa silhouette nue n'est animée que par les couleurs du citron et de l'orange, accrochées à une branche sur sa poitrine, les agrumes étant les seuls fruits d'hiver en Italie. Le manteau est en paille comme celui d'été, mais sans épis.
La robe de l'homme est une simple natte de paille : dans la version originale du tableau le vieil homme portait une cape sur laquelle était inscrit un M et une couronne, certainement en hommage à Maximilien II. L'hiver, la première saison de l'année du calendrier romain et donc la plus importante des quatre, était encore plus directement associé à l'empereur pour les contemporains.
Le feu de fer, qui fait partie de l'Ordre de la Toison d'or, ordre de la maison des Habsbourg, est tissé comme un motif ; un M, le monogramme de Maximilien, est à peine visible au dos.

## Analyse
Cette série est analogue à l'autre ensemble d'Arcimboldo appelé Les Quatre Éléments. Leur disposition est conçue de telle manière que chacune des saisons est dirigée vers un élément, créant un système de relations entre microcosme et macrocosme typique de la doctrine aristotélicienne ; l'interprétation actuelle est celle d'œuvres visant à célébrer le royaume viennois à travers un dispositif allégorique. Les deux séries ont le même nombre de pièces, et se correspondent logiquement : L'Air au Printemps, Le Feu à L'Été, La Terre à L'Automne et L'Eau à L'Hiver. Cet appariement crée des thèmes liés au chaos mis en harmonie et à la glorification de la dynastie des Habsbourg.
Les Quatre Saisons adoptent les codes du portrait avec une présentation des visages de profil, alors délaissée pour les vraies effigies mais qui s’inscrit dans l’héritage des images de l’Antiquité, tels les monnaies de la Rome impériale. Suscitant d’abord étonnement et amusement, les compositions d’Arcimboldo cachent également un discours politique très raffiné. Un poème de Giovanni Battista Fonteo offert à l’Empereur en 1569, en même temps qu’une série des Quatre Saisons et une autre sur Les Quatre Eléments, donne la parole aux têtes allégoriques qui, chacune, révèle la puissance de l’empire dont le pouvoir s’inscrit dans un temps infini, tout au long du cycle éternel des saisons. 
La fleur, le fruit ou le légume qui s’élève nettement de la poitrine, tel un bijou précieux, a une présence dans la composition que n’ont pas les ornements plus plats des Quatre Éléments. Les expressions très diversifiées des têtes végétales fondent l’originalité iconographique des Quatre Saisons. Celles-ci évoquent les quatre âges de l’homme : l’enfance, l’adolescence, la maturité et la vieillesse. Elles expriment aussi le tempérament relié à chaque saison : le caractère sanguin du Printemps, colérique de l’Eté, mélancolique de l’Automne et flegmatique de l’Hiver. Cette triple identité des Saisons invite à poursuivre le jeu des correspondances avec les autres parties de la nature comme les quatre éléments, les quatre principes, etc. 
Cette conception du fonctionnement de la nature par correspondances est caractéristique de l’esprit de la Renaissance et se retrouve dans d’autres œuvres ou décors de l’époque. La singularité des Saisons d’Arcimboldo tient dans la condensation ingénieuse de ces correspondances en une image unique, cohérente et indépendante.
Ces têtes composées suscitaient d'abord étonnement et émerveillement. Les contemporains qualifiaient ces images de « bizarreries », de « caprices » ou de « curiosités ». Elles invitaient à un jeu d'interprétations très variées sur le fonctionnement cyclique de la nature, sur la relation du microcosme au macrocosme ou sur le pouvoir politique et l'organisation de la société. 
Au début du XXe siècle, l'œuvre d'Arcimboldo a été reléguée à la catégorie de la « moquerie macabre » des dessins caricaturaux de Léonard de Vinci, qu'Arcimboldo a peut-être vu à Milan. Le peintre ne s'est probablement pas inspiré de la composition de leurs têtes, mais les liens entre les deux artistes ne sont pas clairs.

## Différentes séries

### Première série (1563)
La première série est composée de :
- Le Printemps, 1563, huile sur panneau de chêne, 66 × 50 cm, Madrid Real Academia de Bellas Artes de San Fernando ;
- L'Été, 1563, huile sur bois de tilleul, 67 × 50,8 cm, Vienne, Kunsthistorisches Museum, Picture Gallery, inv. -Non. 1589 ;
- L'Hiver, 1563, huile sur bois de tilleul], 66,6 × 50,5 cm, Vienne, Kunsthistorisches Museum, Picture Gallery, inv. -Non. 1590.

### Série de 1572
Trois tableaux de cette série ont survécu. Ils sont peints sur toile. La datation de 1572 suggère que cette série est la première après l'originale destinée à Maximilien. Ils sont considérés comme des variantes de la main d'Arcimboldo. Comme la version viennoise, L'Hiver a un fer à feu, faisant ainsi référence à la maison des Habsbourg. L'inscription espagnole inbernio (hiver) suggère que cette série appartenait à l'origine aux Habsbourg d'Espagne. L'Été et L'Automne font partie des collections françaises depuis les guerres napoléoniennes, et tous les trois appartiennent maintenant à des propriétaires américains.
L'Automne revêt une importance particulière, car ce tableau manque dans la première série.
Cette série est composée de :
- L'Ḗté, 1572, huile sur toile, 92,2 × 71,1 cm, Musée d'Art de Denver ;
- L'Automne, 1572, huile sur toile, 92,7 × 71,76 cm, collection privée USA (prêté au musée d'Art de Denver) ;
- L'Hiver, probablement 1572, huile sur toile, 93,2 × 71,5 cm, Houston, Collection De Menil.

### Série de 1573
Cette série est entièrement dans la collection du Louvre. Elle a été réalisée à l'origine par Arcimboldo au nom de l'empereur Maximilien pour l'électeur Auguste de Saxe, dans un acte avant tout politique : les armoiries saxonnes et les épées croisées de Meissen sont tissées dans le manteau de L'Hiver. L'année 1573 est tissée dans l'épaule de L'Été.  En 1570 et 1573, le prince protestant fait un séjour à la cour catholique de l’empereur, afin de défendre sa position d’Electeur contre les prétentions de son cousin Johan Wilhelm de Saxe-Weimar. De son côté, Maximilien II, soucieux d’équilibrer les forces catholiques et protestantes au sein de son empire, privilégie les relations avec ce souverain qui soutient d’ailleurs en 1573 l’élection de son fils Rodolphe comme Roi des Romains. 
Auguste de Saxe peut admirer les inventions d’Arcimboldo à la cour impériale et en comprendre la signification symbolique et politique. Dans la série qui lui est offerte, il découvre une nouvelle version des tableaux où les symboles impériaux sont remplacés par les siens comme les épées croisées de Meissen. Les correspondances entre le microcosme, le macrocosme et le pouvoir politique, illustrées dans  Les Quatre Saisons et  Les Quatre Éléments et révélées par le poème de Fonteo, s’organisent désormais autour de la figure d’Auguste, lui aussi souverain d’un ordre politique et naturel, appartenant à une dynastie au règne promis à l’éternité. Allégorie politique flatteuse, Les Quatre Saisons sont aussi des images frappantes de la « discordia concors » et devaient sans doute illustrer aux yeux de l’Électeur de Saxe la volonté pacifique de Maximilien, capable de rassembler en une unité cohérente les diversités de son empire.
Les tableaux sont exposés à la Kunstkammer (Cabinet d'art) du château de la Résidence de Dresde en 1595 et 1610, et en dernier lieu en 1683. La série a peut-être été distraite des collections de Dresde au XIXe siècle, « vendue par un brocanteur qui les avait retrouvés dans un pavillon devant être détruit »,. En 1969, elle est achetée par le musée du Louvre à la collection Jean Neger à Paris. 
Cette série était la seule à avoir une bordure de guirlandes de fleurs et de feuilles. Celles-ci avaient été peintes par une main différente. Ces guirlandes de fleurs ont été supprimées lors de la restauration des œuvres, effectuée durant huit mois au laboratoire du Centre de Recherche et de restauration des musées de France (C2RMF). 
Sinon, les images diffèrent par un certain nombre de petits éléments de celles de la première série. Avec un coup de pinceau plus doux, les tons sont plus clairs, l'éclairage apparaît plus diffus et uniforme. Dans L’Été du Louvre, l’artichaut est moins long et l’on ne retrouve pas les deux petits haricots sous l’épi de maïs. L’entrelacs des branches de L’Hiver est différent dans la version originale, et l’ouverture de la cavité formant l’œil est légèrement plus ouverte. L’Hiver de 1573, avec cet œil entrouvert, paraît plus vivant ou éveillé que l'original.
Elle se distingue aussi du modèle original de 1563  par la nature du support, le bois étant remplacé par la toile peut-être choisie pour la commodité du transport vers le destinataire.
- Le Printemps, 1573, huile sur toile, 76 × 63,5 cm, Paris, musée du Louvre, inv. -Non. RF 1964-30
- L'Été, 1573, huile sur toile, 76 × 63,5 cm, Paris, musée du Louvre, inv. -Non. RF 1964-31
- L'Automne, 1573, huile sur toile, 76 × 63,5 cm, Paris, musée du Louvre, inv. -Non. RF 1964-32
- L'Hiver, 1573, huile sur toile, 76 × 63,5 cm, Paris, musée du Louvre, inv. -Non. RF 1964-33

Serie de 1573
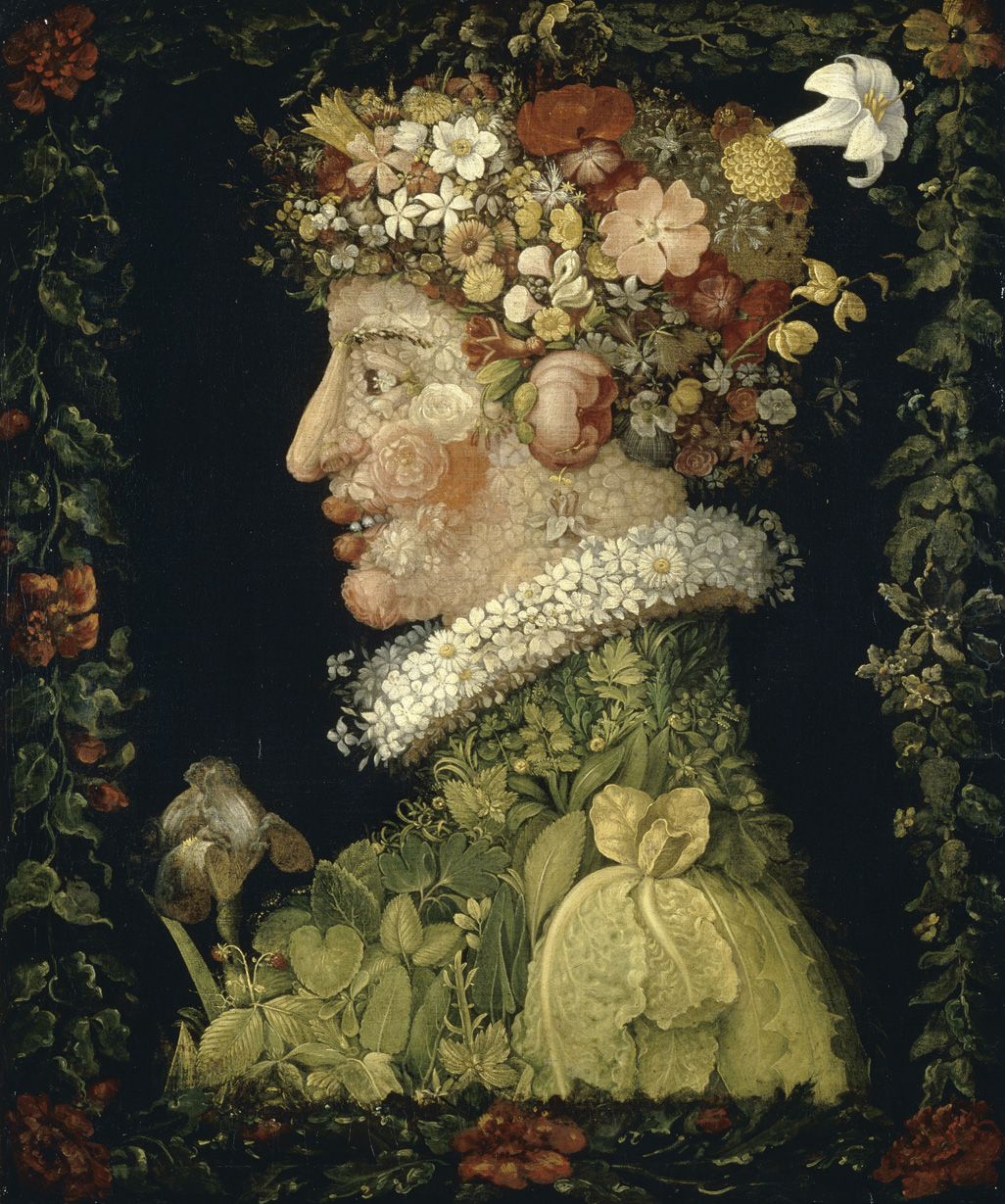
Le Printemps (1573).
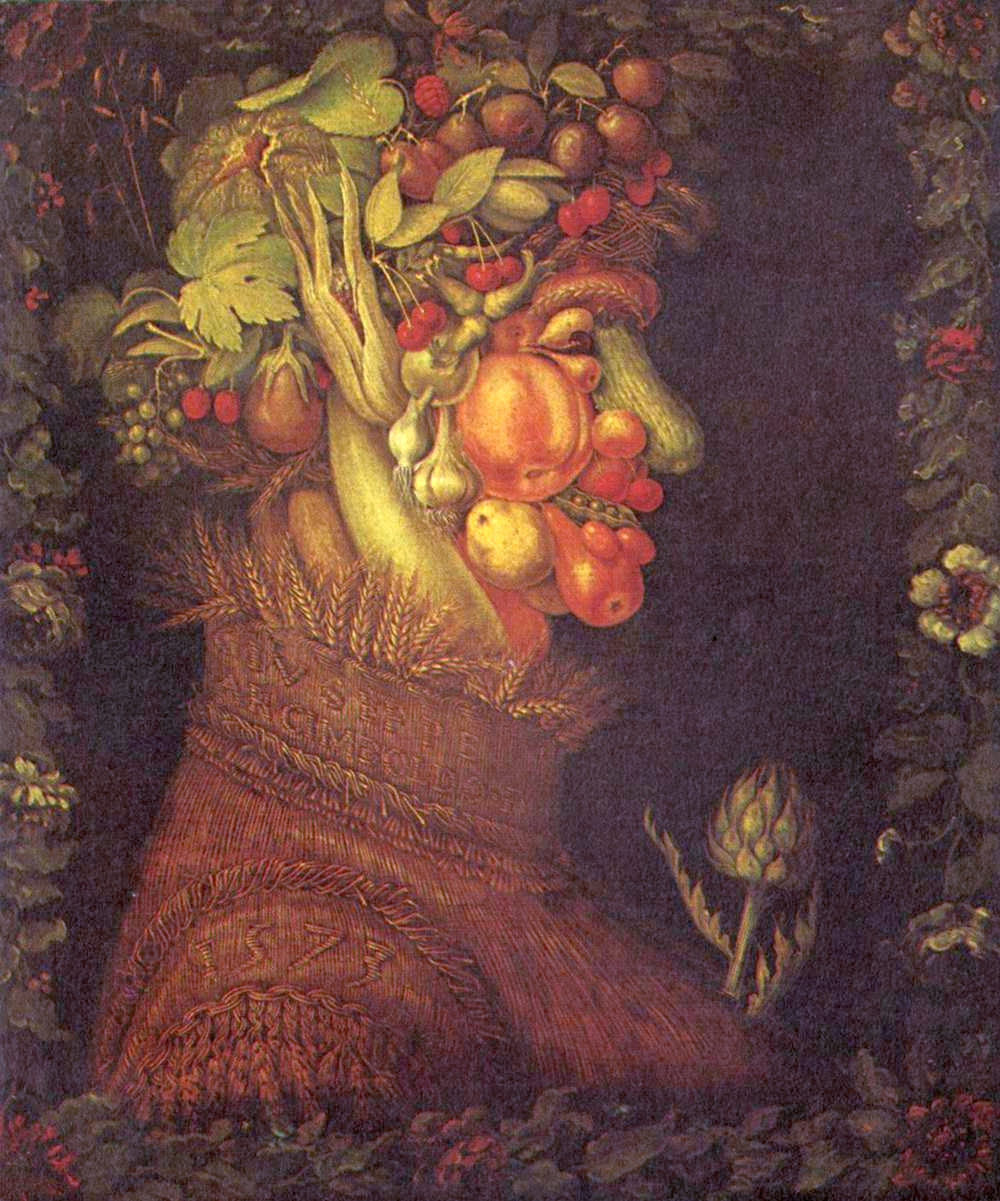
L'Été (1573).
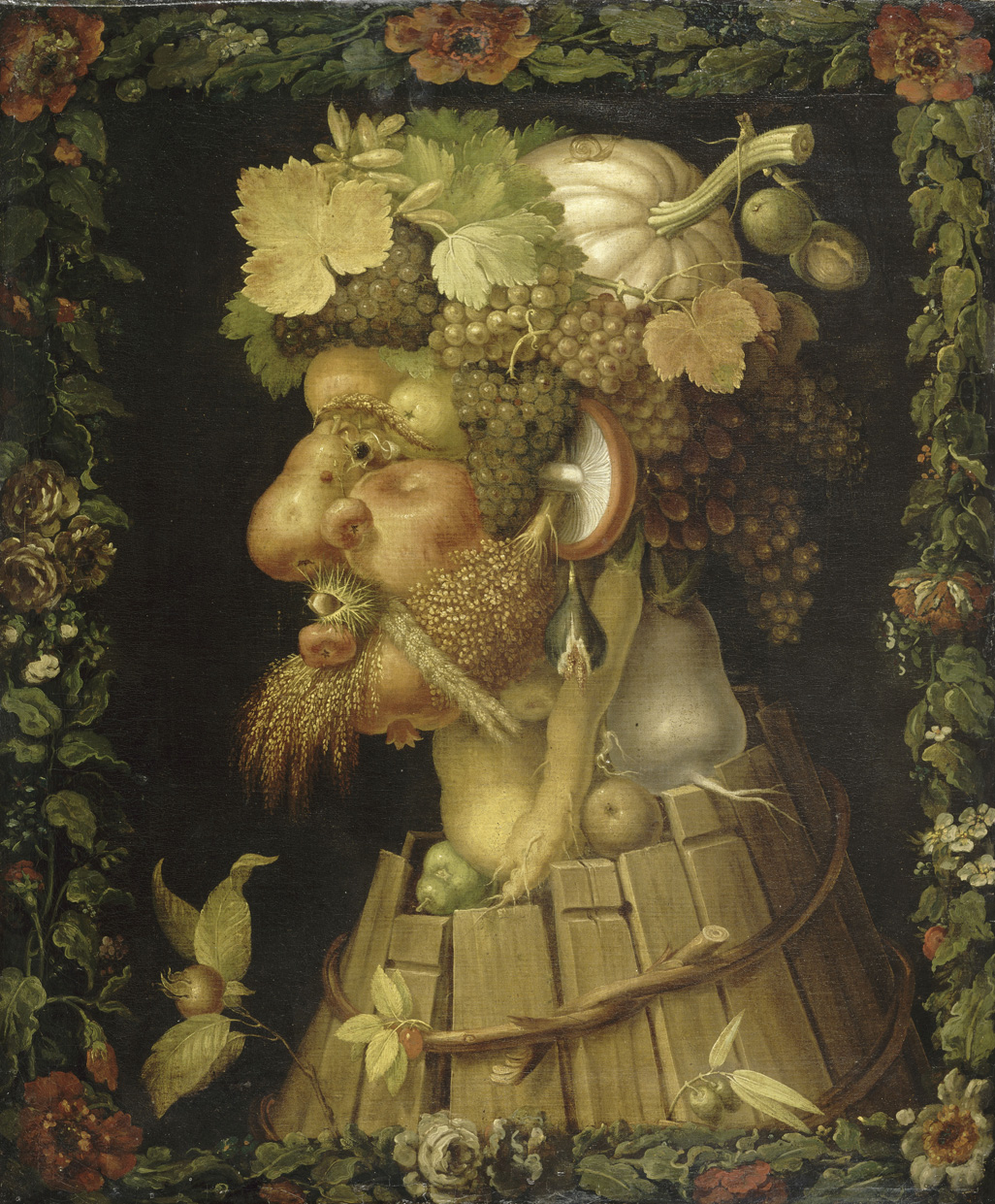
L'Automne (1573).
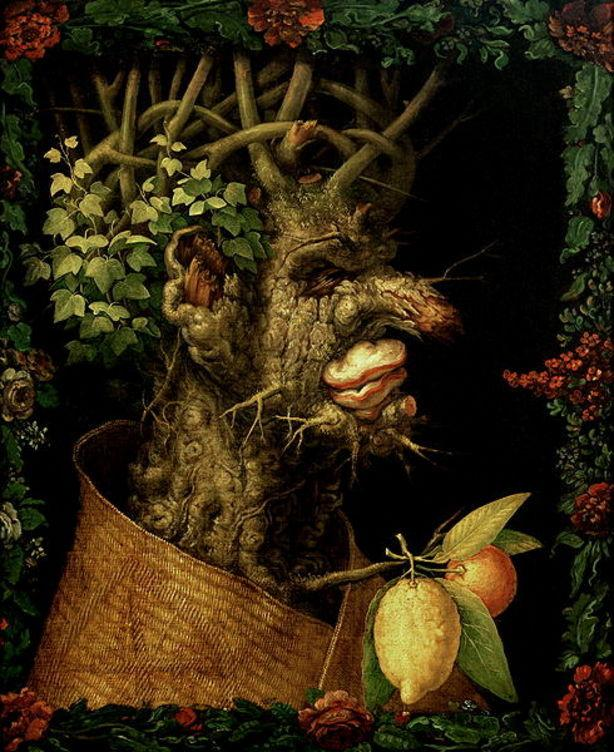
L'Hiver (1573).

### Autres exemplaires
Il existe un certain nombre d'autres copies, dont des copies de la main de l'artiste, des répétitions d'atelier avec la participation d'Arcimboldo ; les variantes ne peuvent être séparées les unes des autres. Les séries connues sont :
- Une série complète appartenant aux collections de peinture de l'Etat de Bavière, dont trois se trouvent au château de Trausnitz à Landshut. Les tableaux sont différents dans de nombreux détails. Ils appartiennent à la Kunstkammer de Munich depuis 1598 et ont probablement été conçus pour l'un de ses prédécesseurs de l'électeur Maximilien Ier. Les tableaux sont attribuées à l'atelier d'Arcimboldo, mais pas à lui-même.
- Une série à Berlin, propriété privée, huile sur toile, chacun 76,6 × 57 cm, datée 1572.
- Une série chez Sotheby's (11 juillet 1973), datée 1573 sur la manche de L'Hiver.
- Une série chez Christie's' South Kensington (6 juillet 1996), daté de 1572, chacun 69,2 × 49,5 cm.

Les séries suivantes sont des copies d'après la série du Louvre :
- Ancienne collection Craven, Hamstead Marshall.
- Kunstkammer du Château de Gottorf.
- Valence (Espagne), propriété privée.
- Sarasota, musée d'Art John-et-Mable-Ringling.
- Paris, collection particulière.

Deux autres versions des Quatre Saisons aux armes de Saxe sont connues. L’une, signée et datée, demeura longtemps dans les collections de la famille des comtes Craven en Angleterre qui en avait hérité par Élisabeth (1596-1662), fille du roi d’Angleterre Jacques Ier, et femme de Frédéric V du Palatinat, roi de Bohême entre 1619 et 1620. Après la défaite de Frédéric V à la bataille de la Montagne-Blanche en 1620, Élisabeth quitte Prague probablement avec ces Quatre Saisons qui rejoignent ainsi l’Angleterre. Ces tableaux de belle facture semblent être toutefois des copies. La seconde série, copie plus médiocre, est mentionnée dans une description de la Kunstkammer ducale de Schleswig-Holstein de Gottorf par Adam Olearius en 1674.
De plus, trois exemplaires individuels de L'Hiver sont connus. La liste est déclarée incomplète dans le catalogue de l'exposition 2008 et les doubles entrées ne sont pas exclues.

## Exposition
L'Hiver (1573) et L'Automne (1573)  sont exposés dans le cadre de l'exposition Les Choses. Une histoire de la nature morte au musée du Louvre du 12 octobre 2022 au 23 janvier 2023, parmi les œuvres de l'espace nommé « Tout reclasser ».
Depuis le 4 décembre 2024, la série du Musée du Louvre est présentée dans la Galerie du Temps du Musée du Louvre-Lens.